# Seznam členů pátého Knesetu
Tento článek je seznam členů 5. Knesetu, který byl zvolen ve volbách v roce 1961, konkrétně 1. srpna 1961. Jeho funkční období trvalo až do zvolení následujícího (šestého) Knesetu v roce 1965.
120 členů pátého Knesetu bylo rozděleno podle stranické příslušnosti následovně:
- 42 mandátů Mapaj
- 17 mandátů Cherut
- 17 mandátů Liberální strana
- 12 mandátů Mafdal
- 9 mandátů Mapam
- 8 mandátů Achdut ha-avoda
- 5 mandátů Maki
- 4 mandáty Agudat Jisra'el
- 2 mandáty Po'alej Agudat Jisra'el
- 2 mandáty Šituf ve-achva
- 2 mandáty Kidma ve-pituach

## Seznam poslanců
- poslanecký klub Mapaj

Almogi (odešel do Rafi) • Aran • Argov (pak Tversky) (pak Jadlin) • Asaf (pak Zar) • Bar Rav Haj • Bar'am • Becker • Ben Gurion (odešel do Rafi) • Berger (pak Ben Jisra'el,odešel do Rafi) • Cabari  • Cadok • Dajan (odešel do Rafi) • Degani (odešel do Rafi) • Eban • Efrati • Eškol • Fischer • Govrin • Guri • Hakohen  • Herzfeld • Chasin • Idelson • Ješa'jahu • Joseftal (pak Lamdan,odešla do Rafi) • Kargman • Kese (odešel mezi nezařazené) • Kohen • Koren  • Luz • Me'ir • Namir • Necer • Osnija • Peres (odešel do Rafi) • Petel • Sapir • Sardines • Smilansky (odešel do Rafi) • Šaret (pak Ankorin) • Šitrit • Šoreš
- poslanecký klub Cherut

Altman • Arditi • Avni'el • Bader • Begin • Ben Eliezer • Drori (pak Kremerman) • Kohen-Meguri • Landau • Levin • Meridor • Razi'el-Na'or • Šichman • Šofman • Šostak • Ti'ar
- poslanecký klub Liberální strana

Abramov • Bernstein • Golan (odešel do Nez. liberálů) • Harari (odešel do Nez. liberálů) • Klinghoffer • Beno Kohen (odešel do Nez. liberálů) • Idov Kohen (pak Goldstein) • Kohen-Kagan (odešla do Nez. liberálů) • Kol (odešel do Nez. liberálů) • Perlstein • Rimalt • Rosen (odešel do Nez. liberálů) • Sapir • Serlin • Ša'ari (odešel do Nez. liberálů) • Uzi'el • Zimmerman
- poslanecký klub Mafdal

Šlomo Jisra'el Ben Me'ir  • Burg • Grinberg (pak Kelmer) • Chazani • Nurok (pak Šaki) • Rafa'el • Sanhadra'i • Šachor • Šapira • Unna • Warhaftig • Zo'arec
- poslanecký klub Mapam

Barzilaj • Bentov • Chamís • Chazan • Ja'ari • Riftin • Rubin (pak Kušnir) • Šem-Tov • Talmi
- poslanecký klub Achdut ha-avoda

Alon • Bar Jehuda  (pak Aram) • Ben Aharon (pak Džabára) • Bibi • Galili  • Haktin • Karmel • Nir
- poslanecký klub Maki

Mikunis • Sne • Túbí (odešel do Rakach) • Vilenska • Vilner (odešel do Rakach) (pak Habíbí) 
- poslanecký klub Agudat Jisra'el

Gross • Levin • Lorinc • Poruš
- poslanecký klub Po'alej Agudat Jisra'el

Kac • Kahana
- poslanecký klub Šituf ve-achva

Muadí • Obejd
- poslanecký klub Kidma ve-pituach

al-Dahar • Nachla
- poznámka:

abecední řazení, nikoliv podle pozice na kandidátní listině
Cherut splynula s Liberální stranou do Gachal